# Relations entre le Saint-Siège et la Slovaquie
Les Relations entre le Saint-Siège et la Slovaquie sont les relations entre l'Église catholique romaine et la Slovaquie (le Saint-Siège est responsable de la diplomatie du Vatican). Il y a deux cardinaux slovaques, Ján Chryzostom Korec (diocèse de Nitra) et Jozef Tomko (diocèse de Rome). 68,9 % de la population slovaque se déclare catholique.
La Slovaquie a une ambassade à Rome dédiée au Vatican, le Saint-Siège a une Nonciature apostolique à Bratislava.